# Suvoj
Suvoj is een plaats in de gemeente Sisak in de Kroatische provincie Sisak-Moslavina. De plaats telt 44 inwoners (2001).